# Каралар (река)
Карала́р (также Се́рная ре́чка; укр. Каралар, крымскотат. Qaralar, Къаралар) — маловодная река на Керченском полуострове, длиной 11 км, с площадью водосборного бассейна 21,2 км².

## Название
В источниках приводятся различные варианты названия: на единственной карте, где река подписана, она названа Серной речкой. В книге «Реки и Озёра Крыма» употребляются варианты балка Каралар и Серная речка.

## Расположение
Река Каралар находится на территории регионального ландшафтного парка Караларский, на севере Керченского полуострова. Истоком реки считаются солёные сероводородные источники, выходящие из трещин чокракских отложений (известняков) Бешевлинского ущелья внутренней гряды Караларской возвышенности (дебит самого мощного из них достигает 58 тысяч литров в сутки). Течёт вначале на север, затем поворачивает на восток, по впадине между внутренней и внешней грядами возвышенности и, через разлом в приморской гряде впадает в бухту Широкая Азовского моря.

## Интересный факт
В 1880 году, у исчезнувшего ныне села Каралар, некая французская компания проводила бурильные работы в поисках нефти, которая так и не была найдена.